# Oenanthe isabellina

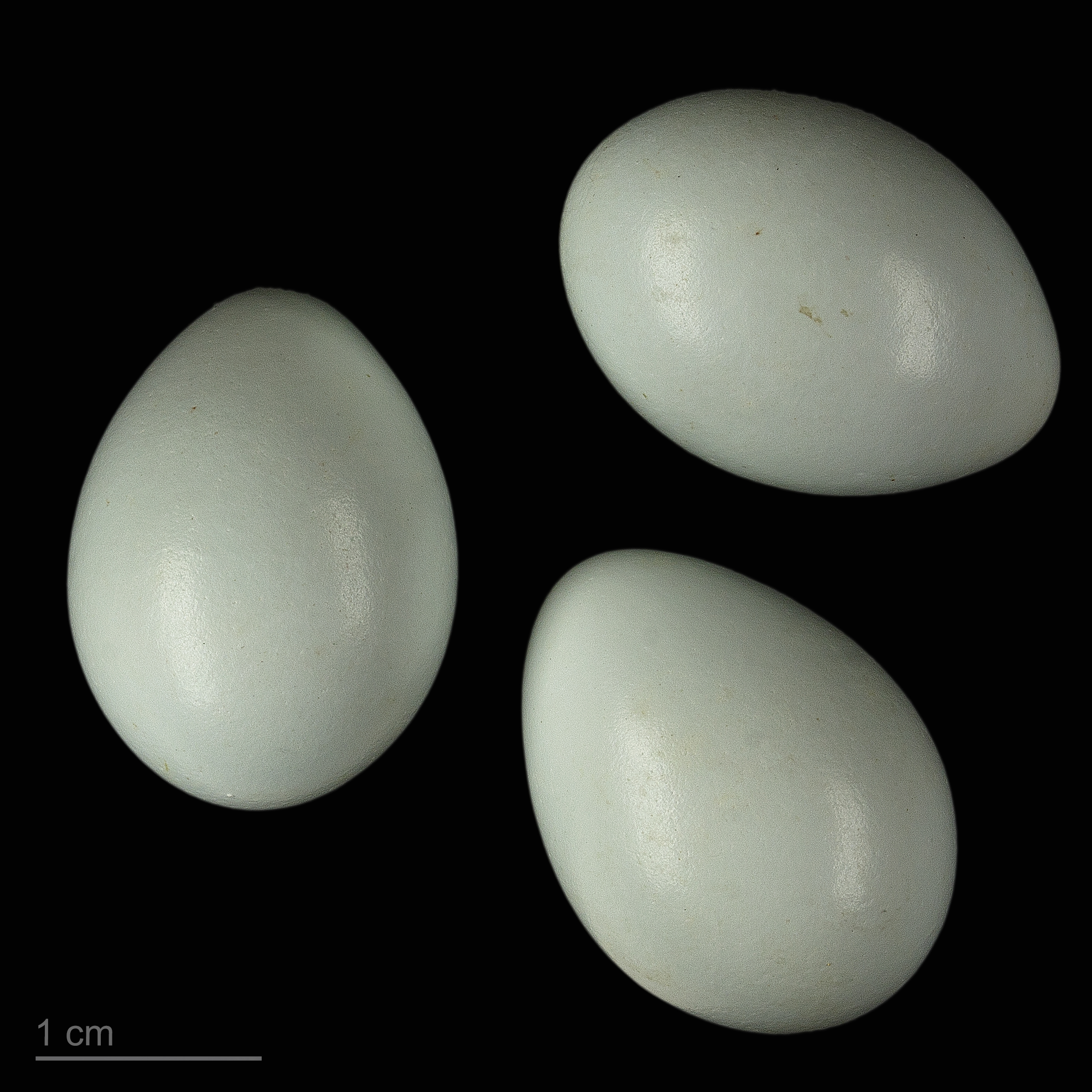
Oenanthe isabellina

Oenanthe isabellina là một loài chim trong họ Muscicapidae.